# Joanna Rønn
Joanna Rønn, née le 20 février 1947 à Copenhague, est une femme politique danoise.
Membre de la Social-démocratie, elle siège au Parlement européen de 1989 à 1994.